# Voves
Voves is een plaats en voormalige gemeente in het Franse departement Eure-et-Loir in de regio Centre-Val de Loire en telt 2928 inwoners (1999). De plaats maakt deel uit van het arrondissement Chartres.

## Geschiedenis
Op 1 januari 2016 is Voves gefuseerd met de gemeenten Montainville, Rouvray-Saint-Florentin en Villeneuve-Saint-Nicolas tot de gemeente Les Villages Vovéens.

## Geografie
De oppervlakte van Voves bedraagt 33,2 km², de bevolkingsdichtheid is 88,2 inwoners per km².

## Verkeer en vervoer
In de gemeente ligt spoorwegstation Voves.
De onderstaande kaart toont de ligging van Voves met de belangrijkste infrastructuur en aangrenzende gemeenten.

## Demografie
Onderstaande figuur toont het verloop van het inwonertal (bron: INSEE-tellingen).

## Geboren in Voves
- Philippe Alliot (1954), autocoureur